# Lachmöwe

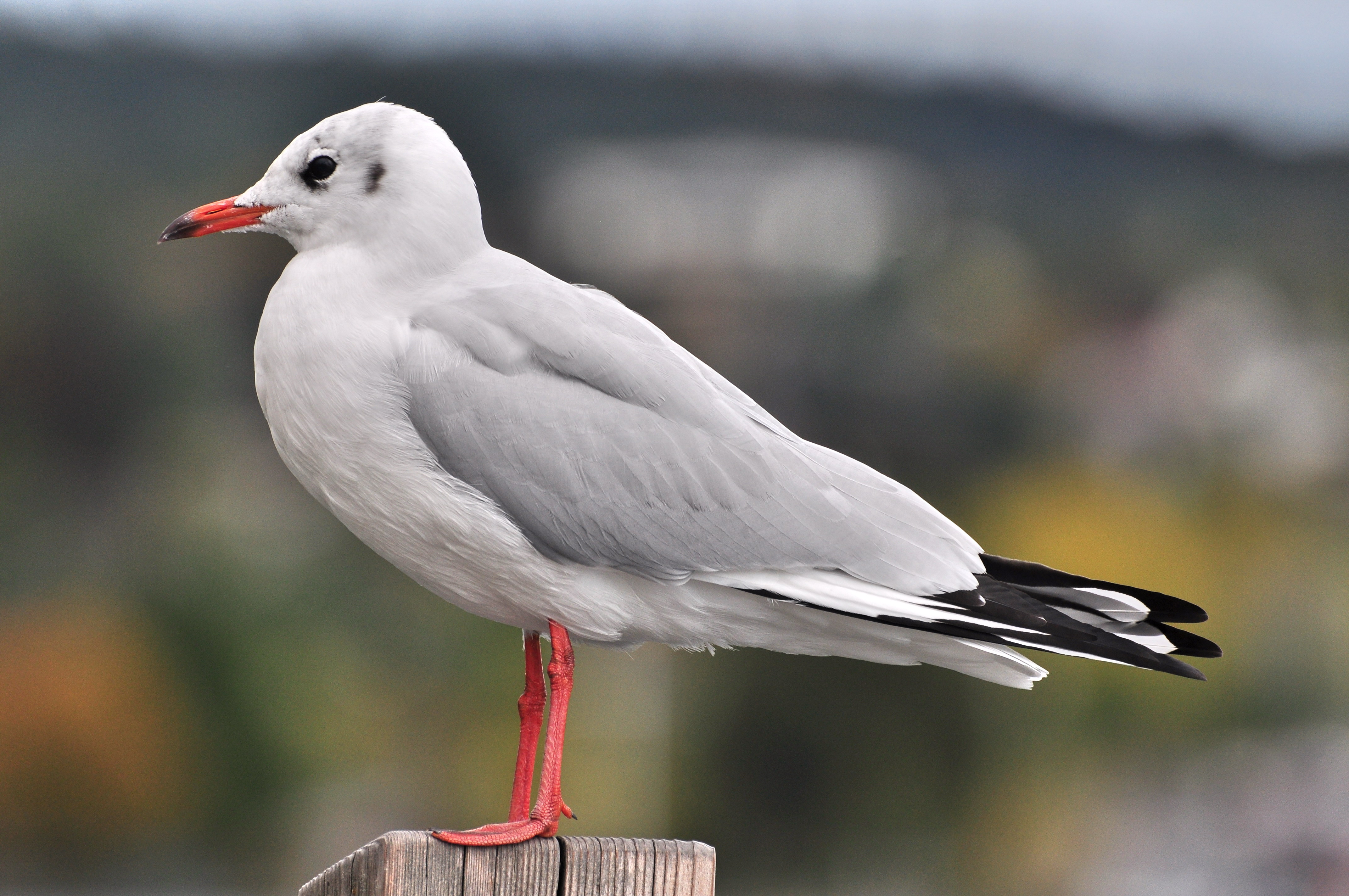
Lachmöwe im Winterkleid

Die Lachmöwe (Chroicocephalus ridibundus, Syn.: Larus ridibundus) ist eine kleine Möwenart und besiedelt weite Teile der nördlichen Paläarktis von Island und Irland bis Kamtschatka. Lachmöwen brüten in den Verlandungszonen größerer Gewässer vor allem im Binnenland, seit einiger Zeit jedoch auch zunehmend an Küsten. Die Art ist im nördlichen Mitteleuropa ein häufiger Brutvogel und verbringt auch den Winter in großer Zahl in Mittel- und Westeuropa.

## Beschreibung
Mit einer Körperlänge von 35–39 cm und einer Flügelspannweite von 86–99 cm ist diese Art der kleinste regelmäßig in Mitteleuropa brütende Vertreter der eigentlichen Möwen (also ungeachtet der Seeschwalben). Männchen sind größer und schwerer als Weibchen. Beispielsweise hatten in der Schweiz überwinternde Männchen eine Flügellänge von im Mittel 319,1 mm, Weibchen erreichten im Mittel nur 300,7 mm und Wintervögel in Zürich hatten ein Gewicht von im Mittel 324,2 g (Männchen) gegen 283,2 g (Weibchen).
Im etwa von Anfang März bis Juli vorhandenen Prachtkleid ist der Kopf dunkel schwarzbraun, die Augen sind schmal weiß gerandet, wobei dieser Rand vorn nicht geschlossen ist. Der Rücken, die oberen und unteren Flügeldecken sowie die Oberseite der Arm- und der inneren Handschwingen sind hellgrau; der übrige Rumpf und der Schwanz sind weiß. Die äußeren Handschwingen sind überwiegend weiß, sie zeigen eine schwarze Endbinde sowie schmale schwarze Ränder an der Innenseite der Innenfahne. Nur die äußerste Handschwinge ist auch auf der Außenkante der Außenfahne schmal schwarz gerandet. Hierdurch entsteht auf der Oberseite des Flügels ein breiter weißer Keil, der dunkel eingefasst ist; im Flug ist dieses Merkmal oft schon aus großer Entfernung zur Artbestimmung nutzbar. Der Schnabel und die Beine sind rot. Die Iris ist dunkelbraun.
Im Schlichtkleid sind nur die Augenregion und der Ohrbereich diffus schwärzlich gefärbt. Man spricht auch von einem Ohrfleck. Der rote Schnabel hat eine schwärzliche Spitze.
Im Jugendkleid sind Kopf, Mantel, Schulter- und Schirmfedern sowie die mittleren Flügeldecken bräunlich sandfarben. Der Schwanz ist an der Basis reinweiß und zeigt eine breite, scharf abgesetzte dunkelbraune Endbinde. Der Schnabel ist rosa bis orange mit schwarzer Spitze; die Beine sind ebenso gefärbt. Im Alter von zwei Jahren sind die Vögel ausgefärbt.

## Lautäußerungen
Die in den Kolonien am häufigsten und sowohl tagsüber als auch nachts geäußerten Balzrufe sind gereiht krächzend etwa wie „rä grä grä-krää, kräähh“. Außerhalb der Brutzeit an Futterstellen ist häufig ein scharfes, durchdringendes „kriiiärr“ in vielen Variationen zu hören, daneben auch ein kurzes und scharfes „kik“. Ihren lateinischen Namen erhielt sie, weil ihr Ruf an ein spöttisches Lachen erinnert. Der deutsche Name stammt von der wörtlichen Übersetzung aus dem Lateinischen.

## Verbreitung und Lebensraum

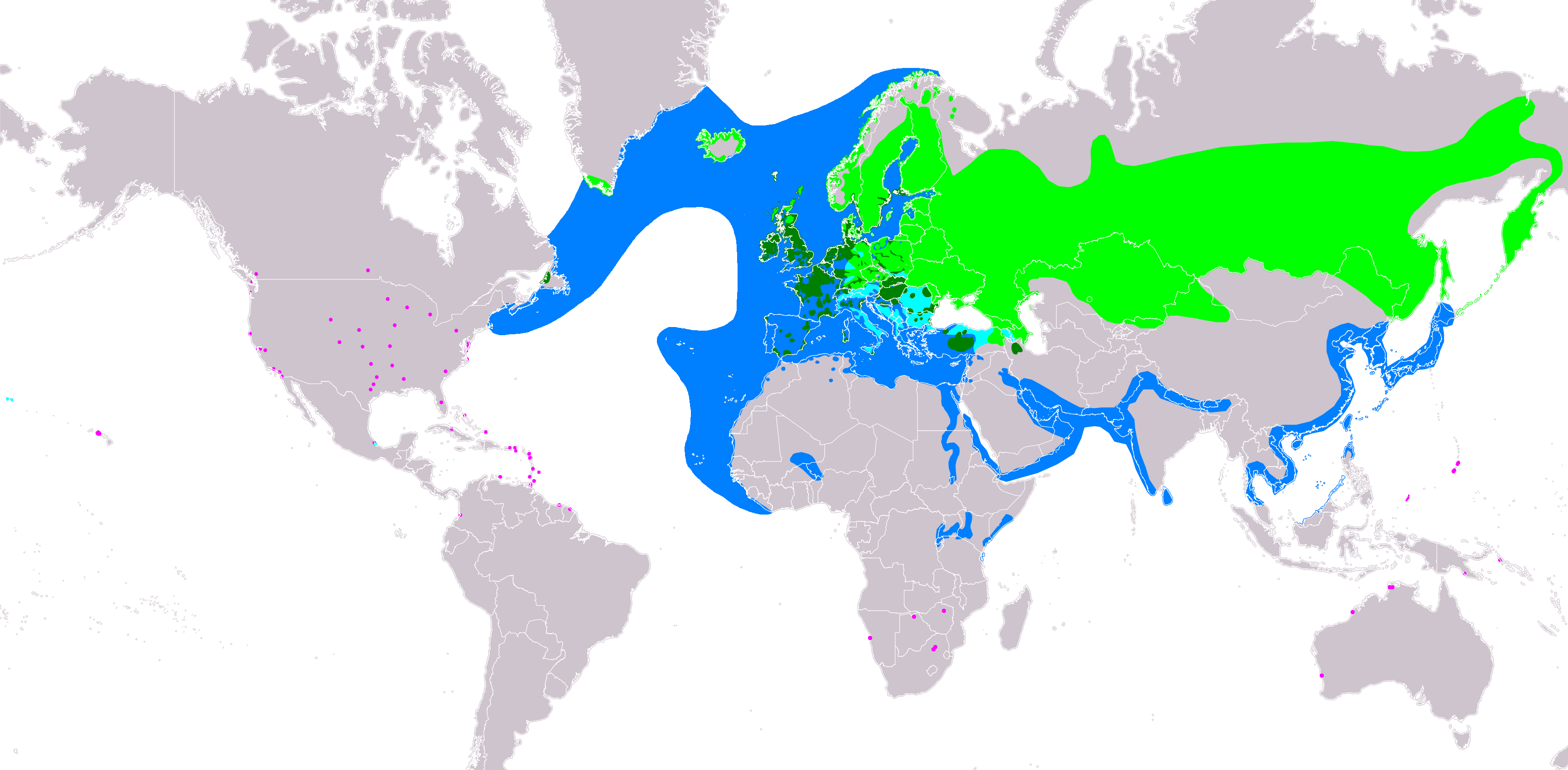
Verbreitung der Lachmöwe:
Brutgebiete
Ganzjähriges Vorkommen
Migration
Überwinterungsgebiete
Streifzüge (Saisonalität unsicher)

Das Verbreitungsgebiet der Lachmöwe umfasst weite Teile der nördlichen Paläarktis von Island und Irland bis Kamtschatka. Einzelne Paare brüten unregelmäßig an der Küste Neufundlands. In Mitteleuropa liegt der Schwerpunkt des Vorkommens im küstennahen Tiefland. Die Lachmöwe gilt als häufigster Brutvogel im Wattenmeer. Mit mehr als 57.000 Paaren ist sie an der deutschen Nordseeküste vertreten.
Zur Brutzeit besiedelt die Art Verlandungszonen größerer Gewässer vor allem im Binnenland, seit einiger Zeit jedoch auch zunehmend an Küsten; dabei werden vor allem Stillgewässer, seltener größere Flüsse mit geringer Fließgeschwindigkeit bewohnt. Im Winter werden günstige Nahrungshabitate aller Art aufgesucht, dazu zählen kurzrasige Wiesen, Ackerflächen, Müllkippen, Kläranlagen, Häfen sowie Gewässer in Städten. In den letzten Jahrzehnten tritt die Lachmöwe in Städten auch zunehmend weit entfernt von Gewässern auf Plätzen, in Fußgängerzonen und an ähnlichen Orten auf.

## Systematik
Für die Lachmöwe sind keine Unterarten anerkannt.

## Ernährung

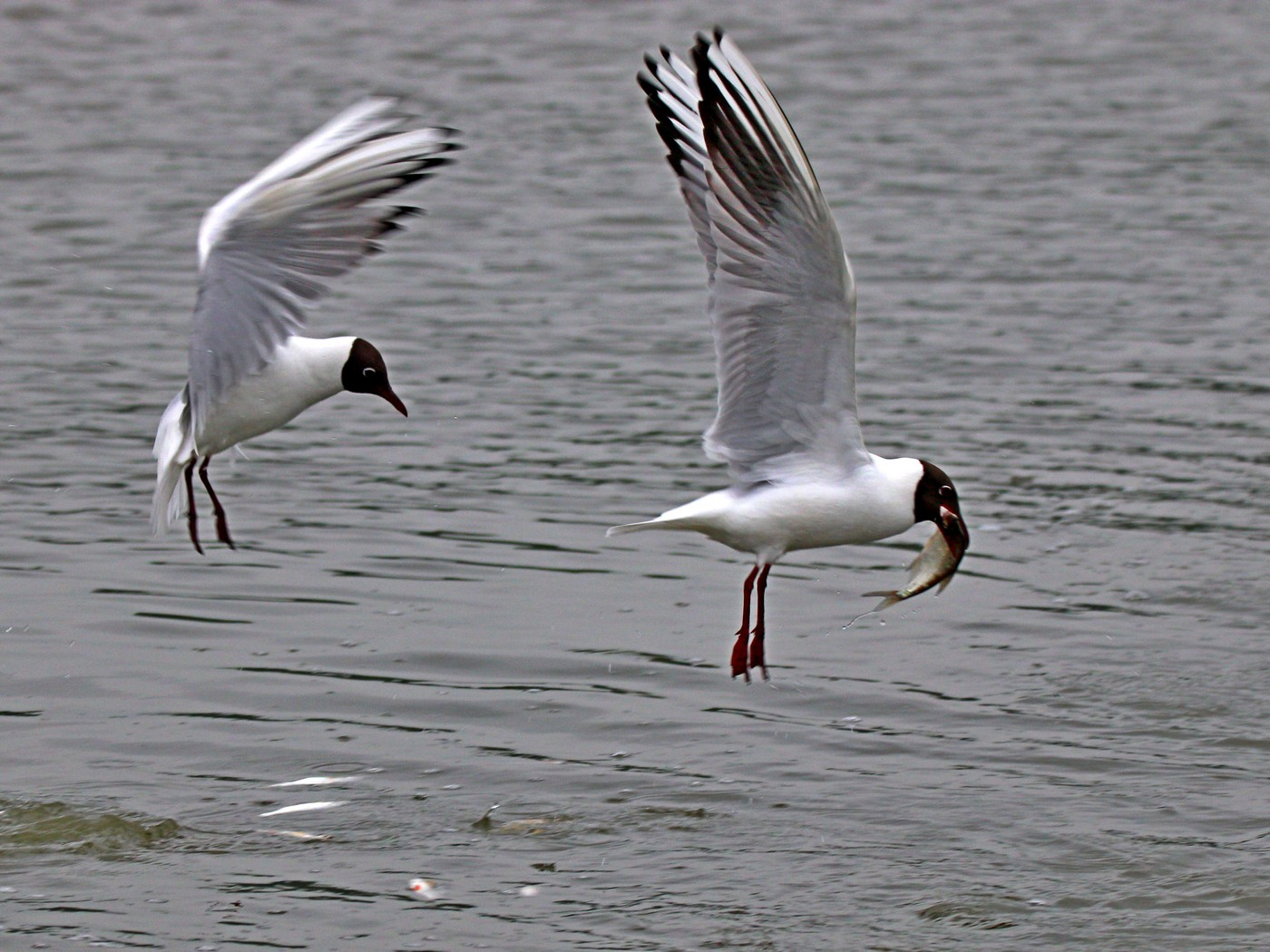
Lachmöwen mit toten Fischen

Die Nahrung wird je nach Angebot aus dem niedrigen Suchflug über dem Wasser oder dem Boden, im Rüttelflug oder im Sturzflug aufgenommen, häufig aber auch gehend. Außerdem wird Beute im Seichtwasser oder auf schlammigen Böden durch Trampeln aufgescheucht. Fliegende Insekten werden auch in der Luft erbeutet, schließlich parasitieren Lachmöwen auch bei Artgenossen und anderen Vögeln, indem sie versuchen, ihnen Nahrungsbrocken abzujagen.
Das Nahrungsspektrum der Lachmöwe ist entsprechend sehr breit und umfasst sowohl pflanzliche als auch tierische Anteile, wobei letztere meist überwiegen. Zur Nahrung zählen vor allem Regenwürmer, Vielborster, Krebstiere, verschiedenste Insekten, kleine Fische sowie Getreidekörner und andere Pflanzensamen, regelmäßig auch kleine Wirbeltiere lebend oder als Aas. In der Garnelenfischerei sind sie regelmäßig Schiffsfolger. Sie folgen außerdem auf Agrarland ackernden Traktoren, wobei sie die durch den Maschineneinsatz freigelegten Regenwürmer fressen. Vor allem im Winterhalbjahr werden Abfälle auf Müllkippen und menschliche Nahrungsreste aller Art verwertet, in Städten vor allem Brot. Der Nahrungsbedarf eines ausgewachsenen Individuums beträgt etwa 142 Gramm pro Tag. Ernähren sich Lachmöwen überwiegend von Regenwürmern, benötigen sie davon ein Frischgewicht von 165 bis 220 Gramm.

## Fortpflanzung

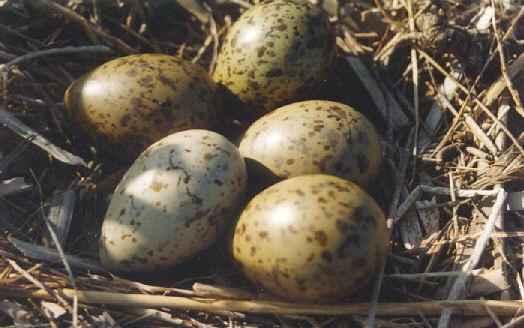
Lachmöwengelege

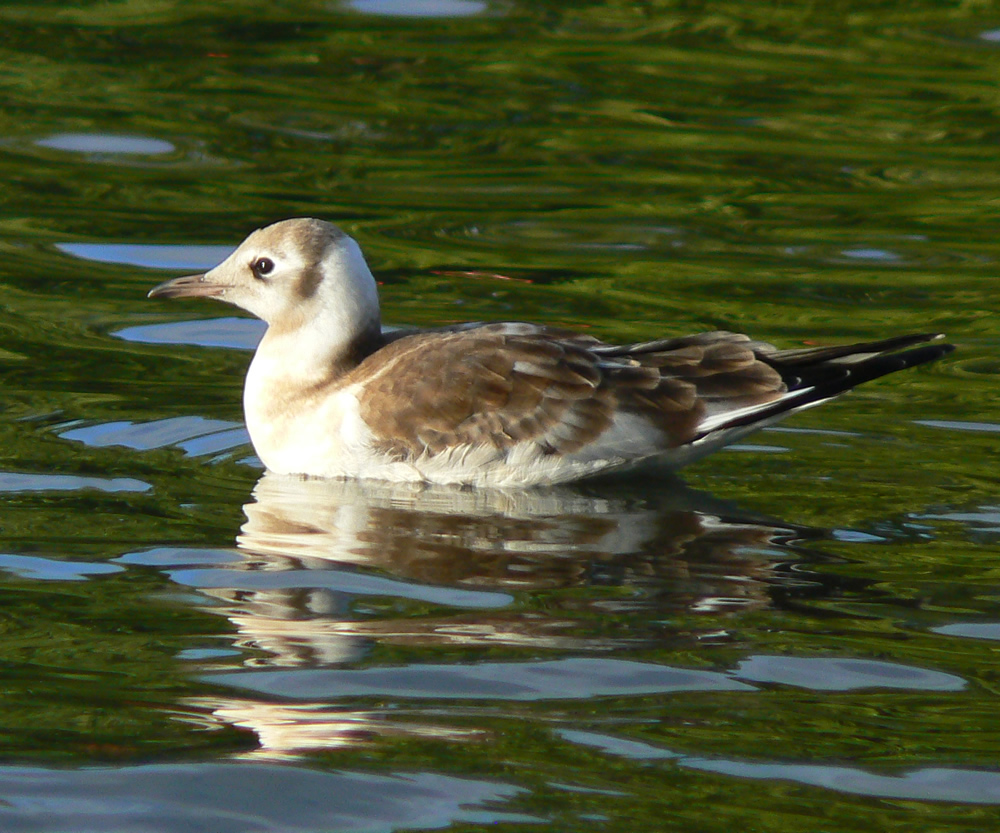
Lachmöwe im Jugendkleid

Lachmöwen sind im Alter von zwei Jahren geschlechtsreif, ein erstmaliges Brüten erfolgt jedoch meist erst im vierten Kalenderjahr. Lachmöwen führen eine monogame Saisonehe. Auf Grund ihrer Brutplatztreue ist eine Wiederverpaarung mit dem Partnervogel des Vorjahres möglich.
Lachmöwen brüten in Kolonien, die meist 10–1000 Paare umfassen, in denen jedoch auch unter 10 und bis maximal 21.000 Paare brüten können. Die Nester werden überwiegend am oder schwimmend auf dem Wasser in dichter, aber nicht zu hoher Vegetation angelegt, häufig aber auch auf ungewöhnlichen Strukturen wie Baumstümpfen, Hausdächern, Bretterflößen und ähnlichem. Die Nester sind minimal 70–100 cm voneinander entfernt. Das Nest ist gelegentlich nur eine von wenigen Grashalmen begrenzte Mulde im Sand oder Torf, meist aber eine 20–50 cm breite Struktur aus groben, etwa 30–50 cm langen Pflanzenhalmen aus der Umgebung. Es wird überwiegend vom Männchen gebaut.
Die Eiablage erfolgt in Europa überwiegend ab Mitte bis Ende April, nur im Süden und Westen Mitteleuropas auch Anfang April. Der Legebeginn ist innerhalb einer Kolonie meist hochsynchronisiert, der überwiegende Teil der Eier wird innerhalb von 14 Tagen gelegt. Das Gelege besteht meist aus drei Eiern, seltener aus zwei und sehr selten aus nur einem Ei. Eier aus Oberschwaben maßen im Mittel 52,0 mm × 36,7 mm, die Maße aus anderen Bereichen des Verbreitungsgebietes sind sehr ähnlich. Die Eier sind auf überwiegend braunem bis olivgrünem Grund sehr variabel dunkel gefleckt und gestrichelt. Beide Partner brüten, die Brutzeit beträgt 22 bis 23 Tage.
Die Jungvögel sind Platzhocker, bleiben also am Brutplatz, und sind nach ca. 26–28 Tagen flügge. Sie werden von beiden Elternvögeln gefüttert. Auf Bettellaute der Jungvögel würgen die Elternvögel Futter meist auf den Boden hervor. Dann werden die Brocken mit dem Schnabel den Jungvögeln vorgehalten. Etwas ältere Jungvögel ziehen den Elternvögeln auch Futter aus dem Schlund. Die Jungvögel werden bis zu ihrem siebten Lebenstag ständig gehudert, aber dann nur noch nachts. Sie sind ab ihrem 26. bis 28. Lebenstag flugfähig und mit einem Alter von etwa 35 Tagen selbständig. Die ältesten beringten Vögel wurden 28, 30 und mehr als 32 Jahre alt.

## Wanderungen
Die Lachmöwe ist je nach geographischer Lage des Vorkommens Stand- oder Strichvogel, Teilzieher, Kurz- oder selten Langstreckenzieher. Der Abzug aus den Brutgebieten beginnt ab Ende Mai mit den Nichtbrütern und erfolglosen Brutvögeln; ab Ende Juni verlassen auch erfolgreiche Brutvögel und Jungvögel die Kolonie und zerstreuen sich zu nahrungsreichen Orten der Umgebung. Der eigentliche Wegzug beginnt im August. Das Winterquartier wird meist Anfang Oktober erreicht, der Wegzug kann sich aber bis in den Dezember hinein erstrecken.
Die Überwinterung erfolgt überwiegend in der gemäßigten bis subtropischen Zone der Paläarktis, in geringerem Umfang auch noch weiter südlich; Südgrenze der Überwinterung ist im Westen Ostafrika, weiter östlich Südindien, die Malaiische Halbinsel und Indonesien. In Europa wird das Hauptüberwinterungsgebiet nach Norden und Osten durch die 0-°C-Januar-Isotherme begrenzt; zwischen den 0-°C und −2,5-°C-Januar-Isothermen halten sich Winterbestände meist nur in Städten durch die intensive Fütterung. Der Heimzug beginnt in Mitteleuropa ab Mitte Februar, der Hauptheimzug findet Anfang bis Mitte März statt.

## Bestand und Gefährdung

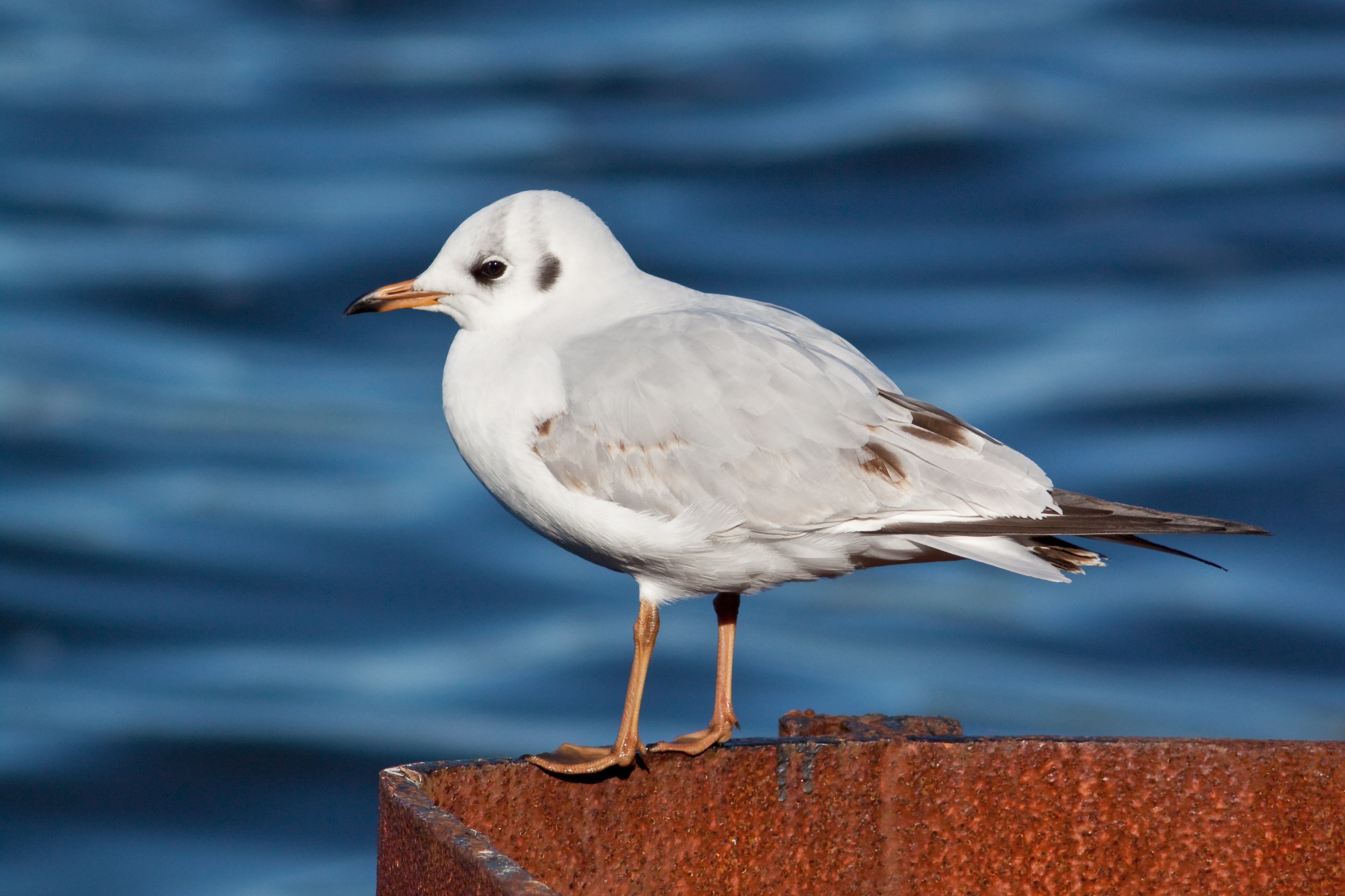
Vorjährige Lachmöwe mit Resten des Jugendkleides

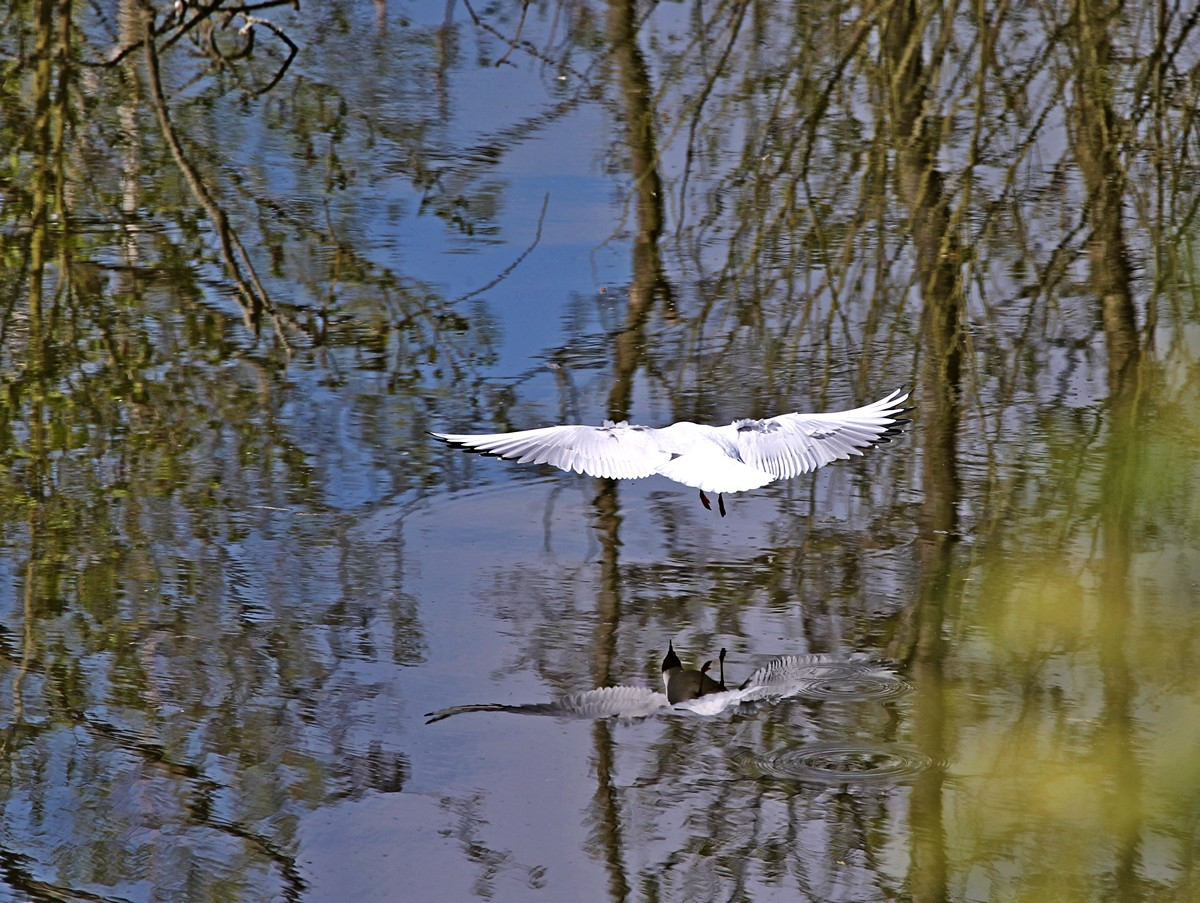
Anfliegende Lachmöwe

### Bestandsentwicklung
Bei der Lachmöwe kam es im Verlauf des 19. Jahrhunderts auf Grund von Lebensraumverlusten an natürlichen Verlandungszonen und Fließgewässern sowie durch direkte Verfolgung zu drastischen Bestandsrückgängen. Erst gegen Ende des 19. Jahrhunderts nahmen die Bestände zu. Es kam in ganz Europa zu erheblichen Bestandszunahmen und zum Teil zu deutlichen Arealausweitungen. So wurde unter anderem Island ab 1911 und Spanien ab 1960 von Lachmöwen besiedelt. Zumindest in Deutschland fand aber gleichzeitig eine Konzentration von Lachmöwenkolonien auf die verbliebenen Feuchtgebiete sowie die Küstenregionen statt. Der insgesamt positive Bestandstrend hielt bis in die 1970er Jahre an und führte beispielsweise dazu, dass der Brutpaarbestand in den Niederlanden von 18.000 bis 35.000 Brutpaaren im Jahre 1925 auf 200.000 Brutpaare im Jahre 1978 anstieg. Auf dem Gebiet Österreichs, wo 1935 weniger als 200 Paare brüteten, gab es im Zeitraum 1975 bis 1981 einen Bestand von 6000 bis 8000 Paaren. Grundsätzlich wird davon ausgegangen, dass sich allein im Zeitraum 1960 bis 1975 der mitteleuropäische Brutbestand verdoppelte. Die höchsten Bestände wurden in den 1970er beziehungsweise den 1980er Jahren erreicht. Seitdem wurden regional sehr unterschiedliche Trends beobachtet. Insgesamt nahm der Bestand zwischen 1990 und 2000 um ca. 10 % ab.
In Deutschland sank der Gesamtbestand zwischen 1988 und 1999 um mehr als 25 Prozent. Einzelne Kolonien weisen dabei sehr drastische Rückgänge auf. So gingen am Dümmer, einem flachen See im norddeutschen Tiefland, die Bestände von mehr als 5.000 Brutpaare im Jahr 1985 auf weniger als 50 im Jahr 2004 zurück. Und auf Baltrum, wo 1998 etwa 9.000 Paare brüteten, wurden 2003 nur noch 100 Brutpaare gezählt.
Ursache für lokale Bestandsrückgänge sind neben Lebensraumverlusten wie Melioration oder eine gezielte Wasserstandsanhebung in Feuchtgebieten sowie Verlandung, Zerstörung von Verlandungszonen und verstärkte Nutzung von Schilfzonen. Damit verbunden war ein großräumiger Rückgang der Nahrung, insbesondere zur Aufzuchtzeit der Nestlinge. Diese ist vor allem durch die Intensivierung der Landwirtschaft bedingt. Bei einigen regionalen Trends spielt auch die Reduktion der offenen Mülldeponien sowie eine Änderung in der Fischereiwirtschaft eine Rolle.

### Aktueller Bestand und Bestandsprognosen
BirdLife International gibt den Weltbestand für 2002 mit 7,3–11,0 Mio. Individuen und den Bestand in Europa für etwa 1990–2003 mit 1,5–2,2 Mio. Paaren an. Die größten Bestände in Europa haben Russland mit 200.000–500.000 Paaren, Belarus mit 180.000–220.000 Paaren und Deutschland mit 137.000–167.000 Paaren (Schätzwert für 1995–1999). Die Niederlande wiesen für 1998 bis 2000 132.000–137.000 Brutpaare und Polen zwischen 110.000 und 120.000 Brutpaare auf. Die IUCN hält die Art trotz des leichten Bestandsrückganges derzeit für ungefährdet („least concern“).
Die Lachmöwe gilt als eine der Arten, die von dem Klimawandel besonders betroffen sein könnten. Ein Forschungsteam, das im Auftrag der britischen Umweltbehörde und der Royal Society for the Protection of Birds die zukünftige Verbreitungsentwicklung von europäischen Brutvögeln auf Basis von Klimamodellen untersuchte, geht davon aus, dass bis zum Ende des 21. Jahrhunderts das Verbreitungsgebiet der Lachmöwe erheblich schrumpfen wird. Weite Teile des heutigen Verbreitungsgebietes in Westeuropa würden der Art nach diesen Prognosen keine geeigneten Lebensräume mehr bieten. Auch das mitteleuropäische Verbreitungsgebiet könnte deutlich fragmentierter werden. Eine Ausdehnung des Verbreitungsgebietes würde nach diesen Modellen nur in einem sehr geringen Ausmaße stattfinden, auch wenn Nowaja Semlja, der äußerste Norden Norwegens und Russlands sowie Teile von Spitzbergen als neues Verbreitungsgebiet dieser Art in Frage kommen.